# Томас Єн Гріффіт
Томас Єн Гріффіт (англ. Thomas Ian Griffith; 18 березня 1962) — американський актор.

## Біографія
Томас Єн Гріффіт народився 18 березня 1962 року в місті Гартфорд, штат Коннектикут, США. Батько, Томас Джозеф, був професором коледжу, а мати, Мері Енн, вчителем танців. Навчався в коледжі Святого Хреста в місті Вустер, штат Массачусетс, за спеціальністю англійська література і музика. Ще навчаючись в коледжі брав участь у бродвейській виставі «Найкращий публічний будинок у Техасі». Брав уроки оперного співу в Нью-Йорку у оперної зірки Делії Рігал.
Першою його роллю в кіно стала роль лиходія Террі Сільвера у фільмі «Малюк-каратист 3» (1989). Також відомий ролями у фільмах «Блукаюча куля» (1996) та «Вампіри» (1998). Гріффіт також пише сценарії до фільмів.
Навчався тхеквондо, має чорний пояс з кемпо.
Одружений з акторкою Мері Пейдж Келлер з 1991 року, у них двоє синів: Коннер О'Ніл та Імон Гріффіт.

## Фільмографія

### Актор
| Рік       |    | Українська назва                   | Оригінальна назва                                                  | Роль                 |
| --------- | -- | ---------------------------------- | ------------------------------------------------------------------ | -------------------- |
| 1984—1987 | с  | Інший світ                         | Another World                                                      | Кетлін Юінг          |
| 1988      | с  | Опівнічна спека                    | In the Heat of the Night                                           | Люк Поттер           |
| 1988      | ф  | Місце для схованки                 | A Place to Hide                                                    |                      |
| 1989      | ф  | Малюк-каратист 3                   | The Karate Kid, Part III                                           | Террі Сільвер        |
| 1989      | ф  | Розумник                           | Wiseguy                                                            | Роджер Тотланд       |
| 1990      | тф | Рок Гадсон                         | Rock Hudson                                                        | Рок Гадсон           |
| 1992      | ф  | Плата за вбивство                  | Kill Fee                                                           |                      |
| 1993      | ф  | Приховані мотиви                   | Ulterior Motives                                                   | Джек Блейлок         |
| 1993      | ф  | Надмірне насильство                | Excessive Force                                                    | Террі Маккейн        |
| 1994      | ф  | Заручники                          | Crackerjack                                                        | Джек Вілд            |
| 1995      | ф  | Прощення немає                     | Blood of the Innocent                                              | Френк Вашарскі       |
| 1996      | ф  | Блукаюча куля                      | Hollow Point                                                       | Макс Перріш          |
| 1997      | ф  | За лінією вогню                    | Behind Enemy Lines                                                 | Майк Вестон          |
| 1997      | ф  | Кулл-завойовник                    | Kull the Conqueror                                                 | генерал Талігаро     |
| 1997      | тф | Опікун                             | The Guardian                                                       | Опікун               |
| 1998      | ф  | Вампіри                            | Vampires                                                           | Ян Валек             |
| 1999      | ф  | Лавина                             | Avalanche                                                          | Ніл Мікін            |
| 1999      | тф | Несподівана місіс Ролліфакс        | The Unexpected Mrs. Pollifax                                       | Джек Фаррелл         |
| 1999      | тф | Секрет надання                     | Secret of Giving                                                   | Гаррі Вітерс         |
| 2000      | тф | Передбачення вбивства              | A Vision of Murder: The Story of Donielle                          | Дуг Брістер          |
| 2000      | ф  | Остання битва                      | For the Cause                                                      | Еванс                |
| 2001      | ф  | Відчайдушні авантюристи            | High Adventure                                                     | Кріс Квартермайн     |
| 2002      | ф  | Блек Пойнт                         | Black Point                                                        | Гус Тревіс           |
| 2002      | ф  | Три ікси                           | xXx                                                                | агент Джим Макгрет   |
| 2002      | тф | Далеко в преріях                   | Beyond the Prairie, Part 2: The True Story of Laura Ingalls Wilder | Корнеліус Лудермілк  |
| 2003      | в  | Патруль часу 2: Берлінське рішення | Timecop: The Berlin Decision                                       | Брендон Міллер       |
| 2004      | с  | Пагорб одного дерева               | One Tree Hill                                                      | Ларрі Савйер         |
| 2005      | ф  | Морський вовк                      | The Sea Wolf                                                       | Джефрі Торп          |
| 2005      | с  | Шукач                              | The Closer                                                         | заступник Томас Йетс |
| 2006      | с  | Детектив Раш                       | Cold Case                                                          | Міч                  |
| 2007      | тф | Компромат                          | The Kidnapping                                                     | Кеш                  |

### Сценарист, продюсер
| Рік       |    | Українська назва     | Оригінальна назва    | Роль                                   |
| --------- | -- | -------------------- | -------------------- | -------------------------------------- |
| 1988      | ф  | Місце для схованки   | A Place to Hide      | сценарист                              |
| 1991      | ф  | Ніч бійця            | Night of the Warrior | сценарист, продюсер                    |
| 1993      | ф  | Приховані мотиви     | Ulterior Motives     | сценарист, продюсер                    |
| 1993      | ф  | Надмірне насильство  | Excessive Force      | сценарист, продюсер                    |
| 2002      | ф  | Блек Пойнт           | Black Point          | сценарист                              |
| 2009      | тф | Містер — мама загону | Mr. Troop Mom        | сценарист                              |
| 2013—2015 | с  | Грімм                | Grimm                | сценарист, редактор сценарного відділу |